# Stop-motion

Bewegend muntstuk, gefilmd met stop-motiontechniek

Stop-motion of stopframe-animatie is een filmtechniek waarmee speciale effecten in films kunnen worden gecreëerd. De techniek is al bijna net zo oud als filmen zelf en was voor de komst van digitale animatie een van de primaire special-effects-technieken in de filmindustrie. 

## Werkwijze
Voor stop-motion is een camera nodig die in staat is om opnames frame per frame te maken. Eerst wordt het voorwerp dat op film moet bewegen in een bepaalde houding neergezet en met de camera wordt hiervan een frame geschoten. Vervolgens wordt de houding van de figuur een fractie veranderd en wordt er opnieuw één frame geschoten met dezelfde achtergrond. Dit wordt herhaaldelijk gedaan. Door vervolgens alle plaatjes achter elkaar (snel) af te spelen lijkt het alsof het voorwerp uit zichzelf beweegt. Dezelfde techniek past men ook toe bij tekenfilms.

## Proces
Stop-motion is zeer tijdrovend. Indien goed uitgevoerd zal het vloeiend bewegende beelden opleveren, maar het kan ook resulteren in zeer schokkerige en onregelmatige bewegingen. Om een goed vloeiend beeld te krijgen, heeft men 24 frames per seconde nodig en is het essentieel dat de camera stilstaat, maar men kan de camera een heel klein beetje verschuiven zodat het lijkt of er met een bewegend standpunt wordt gefilmd. Veel amateurs, maar inmiddels ook veel professionelen, gebruiken 12 frames per seconde omdat dat minder tijd kost. Het resultaat ziet er daardoor vaak wel schokkeriger uit.

## Moderne technieken
Hoewel digitale animatie standaard is geworden in grotere films, komen er nog steeds volledig stop-motiongeanimeerde films uit, tegenwoordig geproduceerd met behulp van digitale opnametechnieken. In 2005 verschenen Corpse Bride en Wallace & Gromit and the Curse of the Were-Rabbit. Beide films werden genomineerd voor de Academy Award (Oscar) voor beste animatiefilm. Wallace & Gromit won de Oscar.
Er zijn ook apps die stop-motionanimatie mogelijk maken. Daarnaast is het ook mogelijk om met speciale software stop-motionanimaties te maken op een computer.

## Stop-motion in Nederland
In Nederland wordt ook gewerkt met stop-motionfilms, zowel voor bedrijfsfilms als ook voor animatiefilms voor kinderen en volwassenen. In de jaren zeventig en tachtig was Toonder Studio's reeds actief met stop-motionproducties. In de jaren negentig richtten, na het beëindigen van de activiteiten van de Toonder Studio's, drie stop-motionmakers, Peter Mansfelt, Paul Mathot en Patrick Raats hiervan een eigen studio op, Pedri Animation, die toonaangevend is in zowel reclame- als animatiefilms. Bekende stop-motionproducties zijn de Nijntje-films die door deze studio geproduceerd worden en de filmpjes van Loeki de Leeuw, in de Ster-reclameblokken van de publieke omroep.
Belangrijk voor stop-motion in Nederland is het Nederlands Instituut voor Animatiefilm en het Holland Animation Film Festival.

## Computerspellen
Een 3D-stop-motionspel is een computerspel dat wordt gemaakt door elke afzonderlijke beweging van een klei-animatiekarakter op te nemen, en dit te verwerken in het spel. Neverhood, een avonturenspel dat in 1996 werd gelanceerd, en Skullmonkeys, dat in 1998 werd uitgebracht, zijn vroege stop-motionspellen en klei-animaties met kleipoppen. Vokabulantis, dat in 2021 werd ontwikkeld door Wired Fly Animation, is ook een stop-motionspel gemaakt met stop-motionpoppen. Harold Halibut, ontwikkeld door Slow Brothers in 2019, is een geheel 3D-stop-motion-spel. De set was tegen de achtergrond van een gezonken schip opgenomen. Elke scène van het spel was zelfs met de hand gemaakt, inclusief een klein hulpmiddel op de achtergrond, en gebruikt motion capture om een stop-motion-achtig effect te creëren.

## Stop-motionlangspeelfilms
Enkele voorbeelden van stop-motionlangspeelfilms:
| Jaar | Titel                                                | Land                                           | Soort           |
| ---- | ---------------------------------------------------- | ---------------------------------------------- | --------------- |
| 1926 | Die Abenteuer des Prinzen Achmed                     | Duitsland                                      | Cut-outanimatie |
| 1937 | Le Roman de Renard                                   | Frankrijk                                      | Poppenanimatie  |
| 1947 | Le crabe aux pinces d'or                             | België                                         | Poppenanimatie  |
| 1980 | I Go Pogo                                            | Verenigde Staten                               | Kleianimatie    |
| 1983 | Twice Upon a Time                                    | Verenigde Staten                               | Cut-outanimatie |
| 1983 | The Wind in the Willows                              | Verenigd Koninkrijk                            | Poppenanimatie  |
| 1993 | Tim Burton's The Nightmare Before Christmas          | Verenigde Staten                               | Kleianimatie    |
| 1996 | James and the Giant Peach                            | Verenigd Koninkrijk Verenigde Staten           | Poppenanimatie  |
| 2000 | Chicken Run                                          | Verenigd Koninkrijk Verenigde Staten Frankrijk | Kleianimatie    |
| 2005 | Wallace & Gromit: The Curse of the Were-Rabbit       | Verenigd Koninkrijk Verenigde Staten           | Kleianimatie    |
| 2005 | Corpse Bride                                         | Verenigd Koninkrijk Verenigde Staten           | Kleianimatie    |
| 2005 | The Book of the Dead                                 | Japan                                          | Poppenanimatie  |
| 2009 | Coraline                                             | Verenigde Staten                               | Poppenanimatie  |
| 2010 | Fantastic Mr. Fox                                    | Verenigde Staten Verenigd Koninkrijk           | Poppenanimatie  |
| 2012 | The Pirates! Band of Misfits                         | Verenigd Koninkrijk Verenigde Staten           | Kleianimatie    |
| 2012 | Frankenweenie                                        | Verenigde Staten                               | Kleianimatie    |
| 2015 | Shaun the Sheep Movie                                | Verenigd Koninkrijk Frankrijk                  | Kleianimatie    |
| 2015 | Anomalisa                                            | Verenigde Staten                               | Poppenanimatie  |
| 2016 | Ma vie de Courgette                                  | Zwitserland Frankrijk Portugal                 | Kleianimatie    |
| 2018 | Early Man                                            | Verenigd Koninkrijk Frankrijk                  | Kleianimatie    |
| 2018 | Isle of Dogs                                         | Verenigde Staten Duitsland                     | Poppenanimatie  |
| 2019 | Missing Link                                         | Verenigde Staten                               | Poppenanimatie  |
| 2019 | A Shaun the Sheep Movie: Farmageddon                 | Verenigd Koninkrijk Frankrijk                  | Kleianimatie    |
| 2021 | I mysi patrí do nebe (Ook muizen gaan naar de hemel) | Tsjechië Frankrijk Polen Slowakije             | Poppenanimatie  |
| 2022 | The House                                            | Verenigd Koninkrijk                            | Poppenanimatie  |
| 2022 | Knor                                                 | Nederland                                      | Poppenanimatie  |
| 2022 | Pinocchio                                            | Verenigde Staten Mexico                        | Poppenanimatie  |
| 2022 | No Dogs or Italians Allowed                          | Frankrijk Italië Zwitserland                   | Poppenanimatie  |
| 2023 | Chicken Run: Dawn of the Nugget                      | Verenigd Koninkrijk                            | Kleianimatie    |
| 2023 | The Inventor                                         | Verenigde Staten Frankrijk Ierland             | Poppenanimatie  |
| 2024 | Wallace & Gromit: Vengeance Most Fowl                | Verenigd Koninkrijk                            | Kleianimatie    |
| 2024 | Memoir of a Snail                                    | Australië                                      | Kleianimatie    |